# Olympische Winterspiele 1972/Teilnehmer (Norwegen)
| Gelbes Symbol für Goldmedaillen mit stilisierten Olympischen Ringen | Graues Symbol für Silbermedaillen mit stilisierten Olympischen Ringen | Braundes Symbol für Bronzemedaillen mit stilisierten Olympischen Ringen |
| ------------------------------------------------------------------- | --------------------------------------------------------------------- | ----------------------------------------------------------------------- |
| 2                                                                   | 5                                                                     | 5                                                                       |

Norwegen nahm an den Olympischen Winterspielen 1972 im japanischen Sapporo mit einer Delegation von 67 Athleten, 56 Männer und elf Frauen, teil.
Seit 1924 war es die elfte Teilnahme Norwegens an Olympischen Winterspielen.

## Flaggenträger
Der Biathlet Magnar Solberg trug die Flagge Norwegens während der Eröffnungsfeier im Makomanai-Stadion.

## Medaillen
Mit zwei gewonnenen Gold-, fünf Silber- und fünf Bronzemedaillen belegte das norwegische Team Platz 7 im Medaillenspiegel.

### Gold
- Magnar Solberg: Biathlon, Männer, 20 km
- Pål Tyldum: Ski Nordisch, Langlauf, 50 km klassisch

### Silber
- Pål Tyldum: Ski Nordisch, Langlauf, 30 km klassisch
- Magne Myrmo: Ski Nordisch, Langlauf, 50 km klassisch
- Oddvar Brå, Pål Tyldum, Ivar Formo und Johannes Harviken: Ski Nordisch, Männer, Langlauf, 4 × 10-km-Staffel
- Roar Grønvold: Eisschnelllauf, Männer, 1500 m
- Roar Grønvold: Eisschnelllauf, Männer, 5000 m

### Bronze
- Ivar Formo: Ski Nordisch, Langlauf, 15 km klassisch
- Johs Harviken: Ski Nordisch, Langlauf, 30 km klassisch
- Inger Aufles, Aslaug Dahl und Berit Mørdre Lammedal: Ski Nordisch, Frauen, Langlauf, 3 × 5-km-Staffel
- Sten Stensen: Eisschnelllauf, Männer, 5000 m
- Sten Stensen: Eisschnelllauf, Männer, 10.000 m

## Teilnehmer nach Sportarten

### Ski Alpin
| Damen: - Anne Brusletto Riesenslalom: 19. Platz – 1:34,43 min Slalom: DNF - Karianne Christiansen Abfahrt: 21. Platz – 1:41,25 min Riesenslalom: 27. Platz – 1:37,18 min Slalom: DNF - Toril Førland Abfahrt: 11. Platz – 1:40,25 min Riesenslalom: 17. Platz – 1:34,15 min Slalom: 9. Platz – 1:35,76 min - Gyri Sørensen Abfahrt: 17. Platz – 1:40,77 min Riesenslalom: 28. Platz – 1:37,32 min Slalom: DSQ | Herren: - Peik Christensen Abfahrt: 36. Platz – 1:59,71 min Riesenslalom: 23. Platz – 3:18,69 min Slalom: DSQ - Erik Håker Abfahrt: 5. Platz – 1:53,16 min Riesenslalom: DNF Slalom: DNF - Otto Tschudi Riesenslalom: DSQ Slalom: DSQ |

### Biathlon
Herren:
- Magnar Solberg
Einzel (20 km):  – 1:15:55,50 h; 2 Fehler
Staffel (4 × 7,5 km): 4. Platz – 1:56:24,41 h; 7 Fehler
- Kåre Hovda
Einzel (20 km): 18. Platz – 1:22:20,37 h; 6 Fehler
Staffel (4 × 7,5 km): 4. Platz – 1:56:24,41 h; 7 Fehler
- Ivar Nordkild
Staffel (4 × 7,5 km): 4. Platz – 1:56:24,41 h; 7 Fehler
- Tor Svendsberget
Einzel (20 km): 8. Platz – 1:18:26,54 h; 3 Fehler
Staffel (4 × 7,5 km): 4. Platz – 1:56:24,41 h; 7 Fehler
- Ragnar Tveiten
Einzel (20 km): 29. Platz – 1:24:19,91 h; 7 Fehler

### Eishockey
Herren: 7. Platz
| - Bjørn Andreassen - Øivind Berg - Steinar Bjølbakk - Tom Christensen - Svein Haagensen - Svein Norman Hansen - Birger Jansen - Roy Jansen - Bjørn Johansen | - Jan Kinder - Thor Martinsen - Arne Mikkelsen - Tom Røymark - Morten Sethereng - Terje Steen - Terje Thoen - Thore Wålberg - Kåre Østensen |

### Eisschnelllauf
| Damen: - Kirsti Biermann 500 m: 17. Platz – 46,18 s 1000 m: 23. Platz – 1:35,76 min 1500 m: 23. Platz – 2:29,94 min 3000 m: 20. Platz – 5:26,21 min - Lisbeth Korsmo-Berg 500 m: 19. Platz – 46,33 s 1000 m: 22. Platz – 1:35,56 min 1500 m: 19. Platz – 2:28,36 min - Sigrid Sundby 500 m: 11. Platz – 45,70 s 1000 m: 9. Platz – 1:33,13 min 1500 m: 8. Platz – 2:24,07 min 3000 m: 10. Platz – 5:07,76 min | Herren: - Roar Grønvold 1500 m: – 2:04,26 min 5000 m: – 7:28,18 min - Sten Stensen 5000 m: – 7:33,39 min 10.000 m: – 15:07,08 min - Per Bjørang 500 m: 4. Platz – 39,91 s - Lasse Efskind 500 m: 12. Platz – 40,60 s - Dag Fornæss 1500 m: 13. Platz – 2:09,52 min 10.000 m: 13. Platz – 15:53,33 min - Per Willy Guttormsen 10.000 m: 11. Platz – 15:48,71 min - Ole Christian Iversen 500 m: DNF - Johan Lind 500 m: 18. Platz – 41,14 s - Willy Olsen 5000 m: 5. Platz – 7:36,47 min - Svein-Erik Stiansen 1500 m: 11. Platz – 2:08,63 min - Bjørn Tveter 1500 m: 4. Platz – 2:05,94 min |

### Rodeln
| Herren: - Bjørn Dyrdahl 22. Platz – 3:35,41 min - Stephen Sinding 5. Platz – 3:29,67 min - Christian Strøm 14. Platz – 3:33,01 min | Doppelsitzer: - Stephen Sinding/Christian Strøm 14. Platz – 1:32,06 min |

### Ski Nordisch

#### Langlauf
| Damen: - Inger Aufles 5 km: 12. Platz – 17:33,14 min 10 km: 12. Platz – 36:07,08 min 3 × 5 km Staffel: – 49:51,49 min - Aslaug Dahl 5 km: 8. Platz – 17:17,49 min 10 km: 6. Platz – 35:18,84 min 3 × 5 km Staffel: – 49:51,49 min - Berit Mørdre-Lammedal 5 km: 7. Platz – 17:16,79 min 10 km: 14. Platz – 36:29,43 min 3 × 5 km Staffel: – 49:51,49 min - Katharina Mo-Berge 5 km: 17. Platz – 17:49,06 min 10 km: 29. Platz – 37:33,16 min | Herren: - Pål Tyldum 30 km: – 1:37:25,30 h 50 km: – 2:43:14,75 h 4 × 10 km Staffel: – 2:04:57,06 h - Ivar Formo 15 km: – 46:02,68 min 4 × 10 km Staffel: – 2:04:57,06 h - Johs Harviken 15 km: 15. Platz – 46:46,36 min 30 km: – 1:37:32,44 h 4 × 10 km Staffel: – 2:04:57,06 h - Oddvar Brå 15 km: 9. Platz – 46:25,88 min 4 × 10 km Staffel: – 2:04:57,06 h - Magne Myrmo 15 km: 19. Platz – 47:02,55 min 30 km: 21. Platz – 1:42:23,40 h 50 km: – 2:43:29,45 h - Ole Ellefsæter 30 km: 31. Platz – 1:44:25,21 h 50 km: 10. Platz – 2:46:46,94 h - Reidar Hjermstad 50 km: 4. Platz – 2:44:14,51 h |

#### Skispringen
- Jo Inge Bjørnebye
Normalschanze: 51. Platz – 174,2 Punkte
Großschanze: 34. Platz – 167,8 Punkte
- Ingolf Mork
Normalschanze: 4. Platz – 225,5 Punkte
Großschanze: 28. Platz – 173,3 Punkte
- Frithjof Prydz
Normalschanze: 11. Platz – 217,8 Punkte
Großschanze: 15. Platz – 194,7 Punkte
- Nils-Per Skarseth
Normalschanze: 33. Platz – 197,6 Punkte
- Bjørn Wirkola
Großschanze: 37. Platz – 162,5 Punkte

#### Nordische Kombination
- Gjert Andersen
Einzel (Normalschanze/15 km): 23. Platz
- Kjell Åsvestad
Einzel (Normalschanze/15 km): 14. Platz
- Kåre Olav Berg
Einzel (Normalschanze/15 km): 8. Platz
- Henning Weid
Einzel (Normalschanze/15 km): 19. Platz

## Weblink
- Norwegische Olympiamannschaft 1972 in der Datenbank von Sports-Reference (englisch; archiviert vom Original)